# Aglaia rubrivenia
Aglaia rubrivenia är en tvåhjärtbladig växtart som beskrevs av Merrill & Perry. Aglaia rubrivenia ingår i släktet Aglaia och familjen Meliaceae. Inga underarter finns listade i Catalogue of Life.